# گرداب زمان (دکتر هو)
در سریال علمی-تخیلی دکتر هو تونل زمان (گاهی اوقات گرداب فضا-زمان نامیده می‌شود) راهی است که تاردیس و دستگاه منبلترس که توسط کاپیتان جک هارکنس و ریور سانگ استفاده می‌شد می‌توانستند از آن در زمان و فضا حرکت و کنند و بیشتر به کرمچاله شبیه است.